# Ropa de compresión

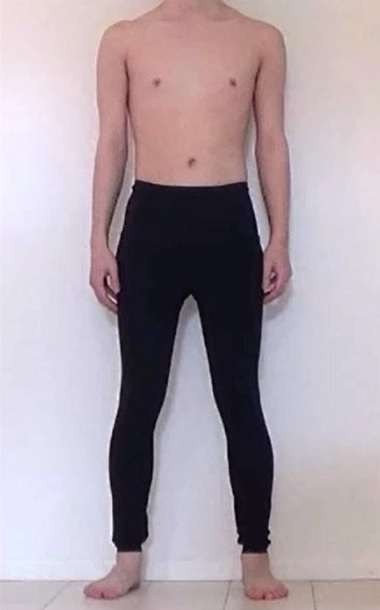
Hombre con pantalones de compresión

La ropa de compresión son prendas que se ajustan perfectamente alrededor de la piel ejerciendo presión sobre los músculos. En contextos médicos, las prendas de compresión brindan apoyo a las personas que tienen que estar de pie por largos períodos o tienen mala circulación. Estos vienen en diversos grados de compresión, y los manguitos de compresión de mayor grado, como los manguitos que proporcionan una compresión de 20 a 30 mmHg o más, generalmente requieren una receta médica. Las prendas de compresión que se usan en las piernas pueden ayudar a prevenir la trombosis venosa profunda y reducir la hinchazón, especialmente durante los viajes.
En los deportes, los atletas usan ropa deportiva de compresión ajustada, generalmente de spandex, y en el ejercicio para evitar rozaduras y erupciones.

## Prendas de compresión en ropa de maternidad
Una banda para el vientre, una envoltura o una banda abdominal es una prenda de compresión que se asemeja a una trompa pero se usa sobre el abdomen de las futuras madres.  bandas del vientre también se usan comúnmente después del parto para ayudar a proporcionar soporte abdominal y de espalda, lo que facilita la realización de las tareas diarias y para ayudar a las madres con su postura.

## Medias de compresión y calcetines
Las medias y calcetines de compresión son medias especialmente diseñadas para ayudar a prevenir la aparición de diversos trastornos médicos relacionados con la circulación sanguínea en las piernas. También se pueden usar para detener la progresión de estos trastornos.

## Leggins o mallas de compresión
Los leggins o mallas de compresión son medias especialmente diseñadas para ayudar a prevenir la aparición de diversos trastornos médicos relacionados con la circulación sanguínea en las piernas. También se pueden usar para detener la progresión de estos trastornos.

## Prendas de compresión en ropa deportiva
Los atletas que desean mejorar el rendimiento o la velocidad de recuperación generalmente usan ropa deportiva de compresión (camisas, pantalones cortos, mangas, medias o ropa interior). Las prendas son prendas ajustadas a menudo hechas de un material tipo spandex .
Un pequeño estudio de pantalones cortos de compresión no encontró cambios en el tiempo de carrera, pero encontró algunos cambios en la marcha que podrían reducir las lesiones.  Otro estudio de mangas de pantorrilla no encontró cambios en los tiempos de carrera y marcha; Las revisiones más grandes no han encontrado evidencia de que las prendas de compresión puedan mejorar el rendimiento deportivo más allá del efecto placebo . 
A través de la prueba de repetición del sprint y el rendimiento de lanzamiento en jugadores de cricket, un estudio encontró que había una diferencia significativa en cuanto a una temperatura media de la piel más alta, valores de CK más bajos después del ejercicio de 24 horas y calificaciones más bajas de dolor muscular después del ejercicio de 24 horas. Prendas de compresión. Sin embargo, el estudio no logró encontrar ninguna diferencia significativa en el rendimiento del sprint, el rendimiento de lanzamiento, la frecuencia cardíaca o varios análisis de sangre. 
En las pruebas de materiales, la prenda de compresión proporcionó una mayor flexión y extensión, lo que podría ayudar a reducir las lesiones en los isquiotibiales. También redujeron el impacto en un 27% en comparación con los pantalones de fútbol americano solos.  estudios han demostrado que las prendas de compresión pueden mejorar la altura del salto vertical a largo plazo.
Dependiendo del material utilizado y los requisitos del deporte, las prendas de compresión se pueden diseñar para mantener a los atletas frescos o abrigados. Por ejemplo, los patinadores de velocidad pueden usar trajes de compresión en la pista de hielo, mientras que los jugadores de voleibol de playa pueden usar un traje de aspecto similar, pero está hecho de una mezcla más transpirable y liviana. Ambos usan materiales que absorben la humedad como el nylon y el spandex para mantener la prenda ligera. Además, los patinadores de velocidad pueden usar la naturaleza aerodinámica de usar un traje ceñido para su ventaja, mientras que un jugador de voleibol de playa tiene el beneficio adicional de las prendas SPF 50+ para mantenerlas protegidas durante los días soleados.  Los atletas en la foto muestran la gama de beneficios que hacen que las prendas de compresión sean populares en una amplia gama de deportes y diseños.
Otros supuestos beneficios de la ropa deportiva de compresión:
- Mantener los músculos calientes para evitar la tensión muscular.
- Absorbe el sudor del cuerpo para evitar rozaduras y erupciones.
- Ayuda a aliviar el dolor de la rigidez muscular y el dolor.  Los luchadores usan ropa compresiva y elástica.
- Reduciendo el tiempo necesario para que los músculos se reparen.
- Cuando se usa la cantidad correcta de compresión (variará dependiendo del área del cuerpo, típicamente en el rango de 10 a 25 mmHg), mejorando el retorno venoso y la oxigenación a los músculos activos.
- Estabilización de articulaciones.

### Pantalones cortos y medias
Hurdler en uniforme de compresión completa
Cortocircuitos de la compresión y medias son las prendas interiores normalmente usados por los atletas. Son prendas de forma ajustada y cuando se usa, cubren la cintura del atleta a mediados o muslo inferior, similar a Pantalones cortos de ciclista.
Muchos están disponibles con un bolsillo para copa , un bolsillo cosido que puede contener una copa protectora. Es discutible que los pantalones cortos de compresión no mantengan las copas en la posición correcta, apretadas al cuerpo y sin moverse, como puede hacerlo un suspensorio. Algunos jugadores usan pantalones cortos de compresión sobre el suspensorio tradicional. 
Cortocircuitos de la compresión también son populares entre los atletas de sexo femenino, especialmente entre aquellos que usan faldas o faldas escocesas durante los partidos. En esas situaciones, los atletas usan pantalones cortos de compresión debajo de la falda, por lo que si se caen y sus faldas se suben, su ropa interior no quedará expuesta. Esto se ve particularmente en el lacrosse femenino y el hockey sobre césped (ambos son deportes de contacto limitados en los que los jugadores a menudo usan faldas). En esta situación, los pantalones cortos de compresión se identifican coloquialmente como pantalones cortos de spandex. Las mujeres también usan pantalones cortos de compresión en el tenis, donde, más recientemente, se han producido pantalones cortos de compresión con bolsillos para mayor comodidad.

### Beneficio post-entrenamiento
Se ha demostrado que las prendas de compresión ayudan a los atletas durante el proceso de recuperación activa. La investigación muestra que después de un entrenamiento de cinta de correr de alta intensidad, las prendas de compresión ayudaron a disminuir la frecuencia cardíaca y la acumulación de ácido láctico en los atletas. Según un estudio de Duffield R. y M. Portis, aunque hubo pocos cambios observados durante su evento, los jugadores de cricket que usaban prendas de compresión mostraron menos marcadores sanguíneos de daño muscular e informaron menos dolor durante las 24 horas posteriores al entrenamiento. período.  Otros estudios han respaldado la idea de que las prendas de compresión son efectivas para reducir las disminuciones de la altura del salto después del entrenamiento, minimizar la pérdida de fuerza, disminuir la hinchazón y aliviar el dolor muscular después de la competencia